# Jens Peter Johansen
Jens Peter Johansen (født 17. august 1943 i Sønderborg, død 18. september 2018) var en dansk læge. Han var en af pionererne i opbygningen af det arbejdsmedicinske speciale i Danmark. Han stod således i spidsen for oprettelsen af Arbejdsmedicinsk klinik ved Aalborg sygehus, hvor han fra 1981 var ledende overlæge.
Jens Peter Johansen sad som Sundhedsstyrelsens repræsentant i Erhvervssygdomsudvalget.